# Příbram na Moravě
Příbram na Moravě je obec v okrese Brno-venkov v Jihomoravském kraji. Leží v Křižanovské vrchovině, 25 kilometrů západně od Brna. Žije zde 644 obyvatel.

## Historie
První písemná zmínka o obci pochází z roku 1237.
Současný název nese obec od 1. února 2001, do té doby se jmenovala jen Příbram.

### Současnost obce
Obec disponuje prodejnou potravin, obecní knihovnou, základní a mateřskou školou nebo fotbalovým hřištěm. Zajíždí sem jedna autobusová linka ze Zastávky. K rekreaci slouží rybník Kuchyňka. V obci je činných několik spolků, jmenovitě TJ Sokol či hasičský sbor. Obec ve spolupráci s těmito spolky pořádá během roku několik akcí (hody, pouť, pálení čarodějnic).

## Obyvatelstvo
| Rok            | 1869 | 1880 | 1890 | 1900 | 1910  | 1921  | 1930  | 1950 | 1961 | 1970 | 1980 | 1991 | 2001 | 2011 | 2021 |
| -------------- | ---- | ---- | ---- | ---- | ----- | ----- | ----- | ---- | ---- | ---- | ---- | ---- | ---- | ---- | ---- |
| Počet obyvatel | 595  | 654  | 770  | 894  | 1 049 | 1 065 | 1 066 | 989  | 988  | 909  | 758  | 609  | 545  | 559  | 646  |
| Počet domů     | 64   | 90   | 99   | 123  | 156   | 173   | 214   | 253  | 254  | 245  | 230  | 259  | 257  | 265  | 283  |

Vývoj počtu obyvatel

## Obecní správa
Od roku 1850 do 4. září 1875 byl Příbram na Moravě součástí Vysokých Popovic v okrese Brno. Od 5. září 1875 byly obcí v okrese Brno, posléze v okrese Brno-venkov, poté v letech 1949–1960 v okrese Rosice a od roku 1960 znovu v okrese Brno-venkov.

### Obecní symboly
Znak a vlajka byly obci uděleny rozhodnutím předsedy Poslanecké sněmovny Parlamentu České republiky dne 18. dubna 2014.

## Pamětihodnosti
- Kaple svatého Floriána a Panny Marie
- Kříž z napoleonských válek
- Další kříže v okolí obce
- Památník z první světové války
- Památník z druhé světové války
- Zaniklá tvrz zvaná Hrádek

## Osobnosti
- Vnislav Fruvirt (1923–2020), kněz
- Rajmund Habřina (1907–1960), básník, novinář, spisovatel, překladatel ze slovinštiny

## Galerie

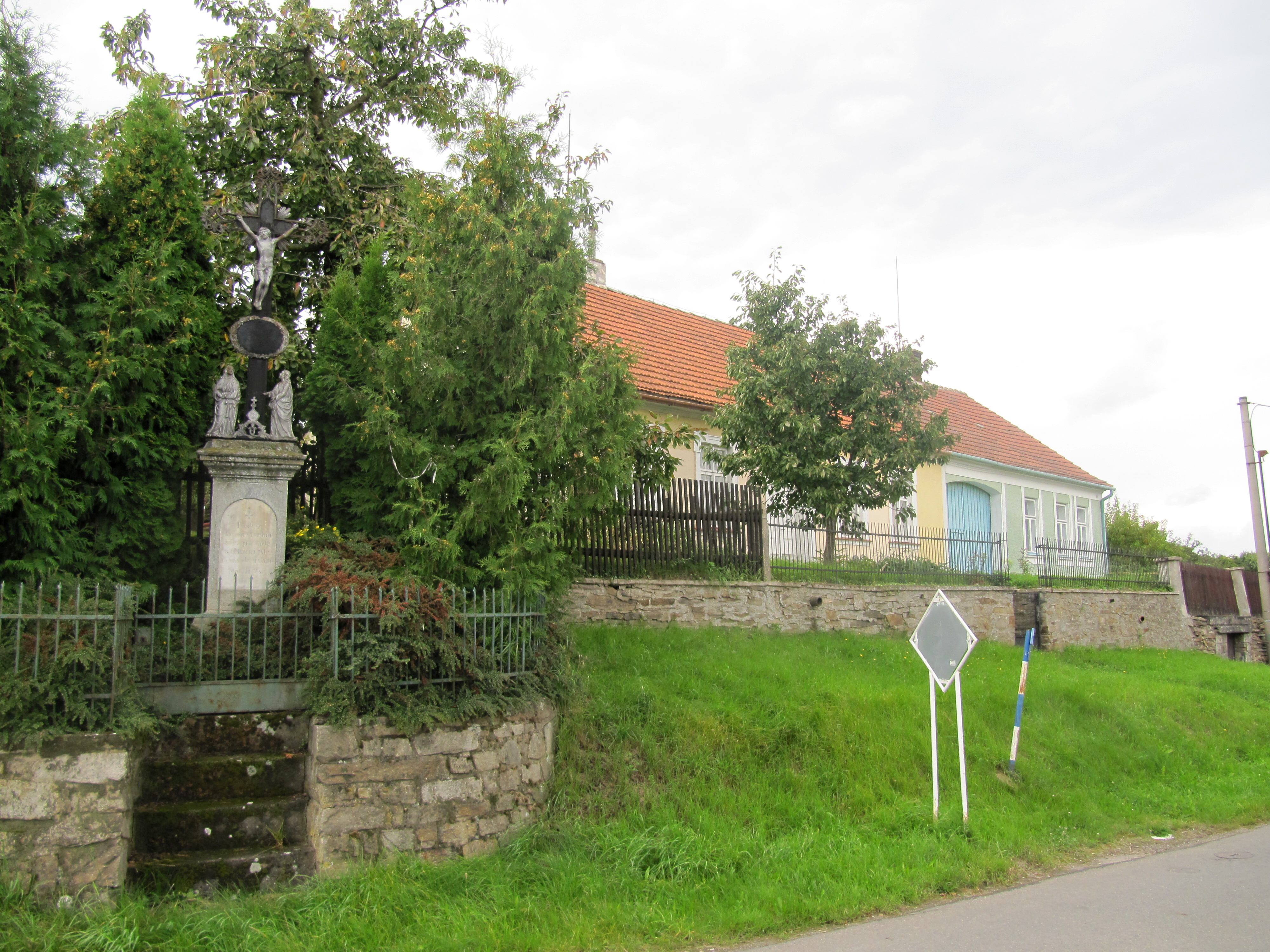
Křížek a starší zástavba
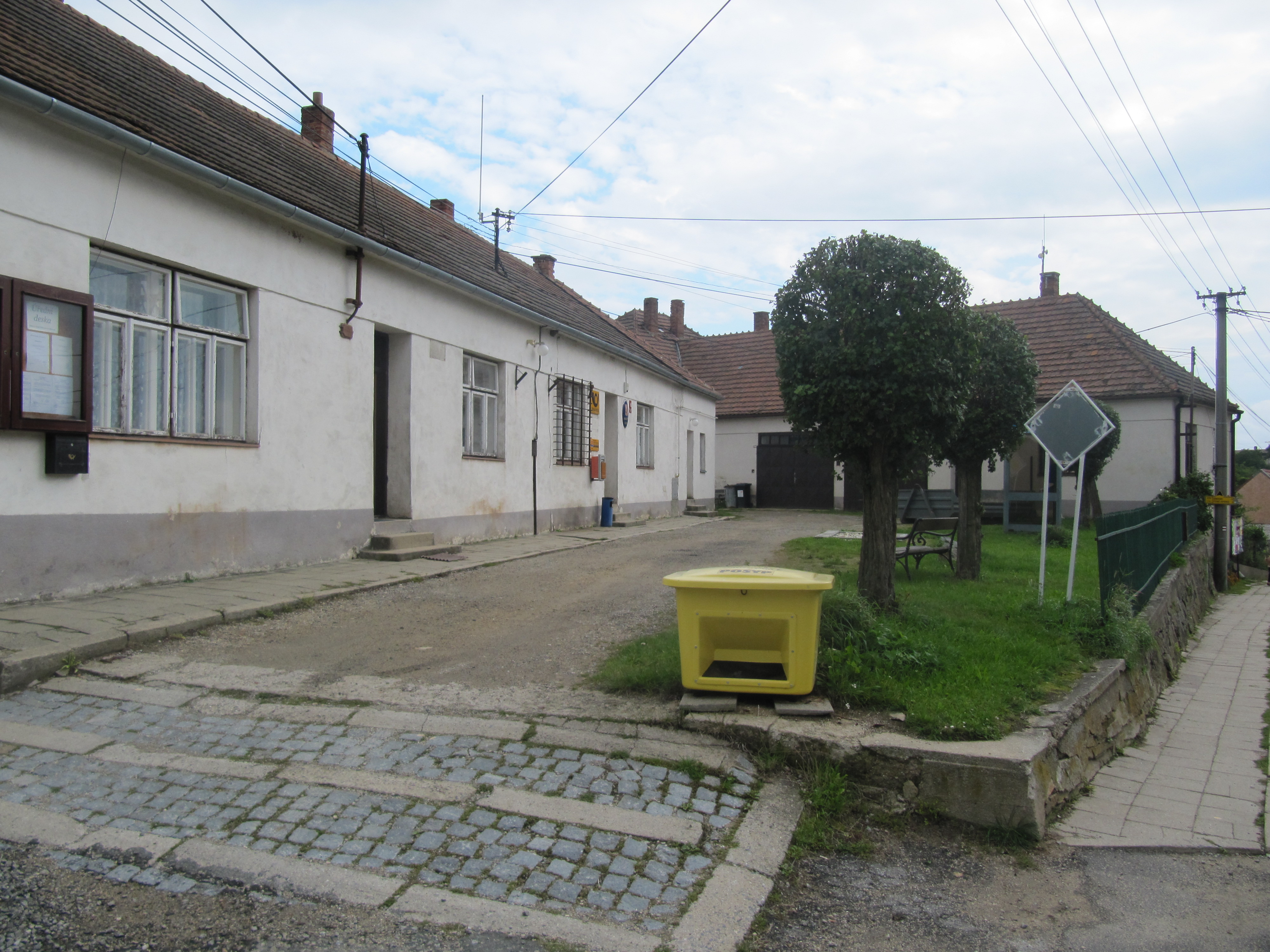
Obecní úřad a pošta
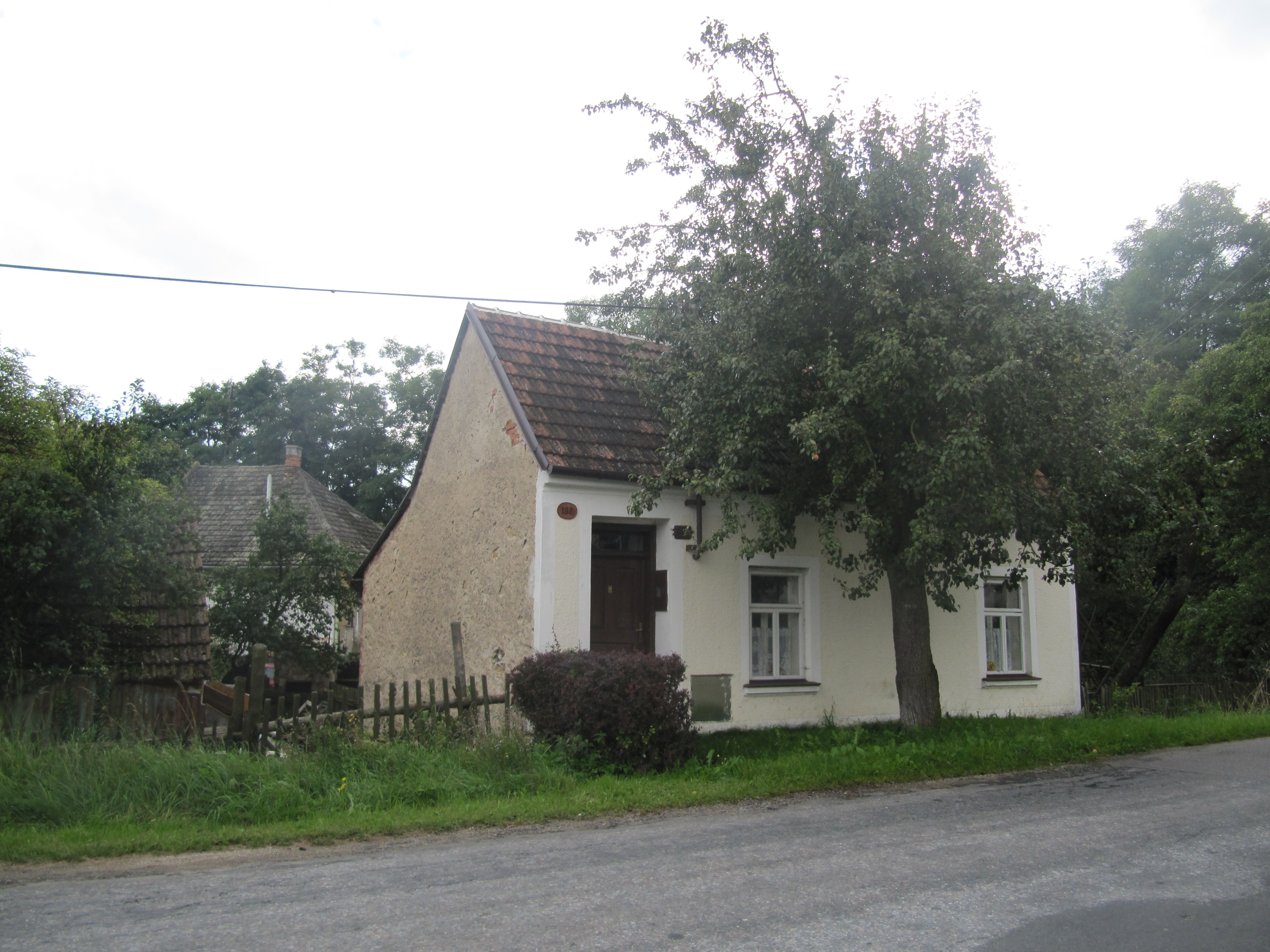
Domek v centru obce
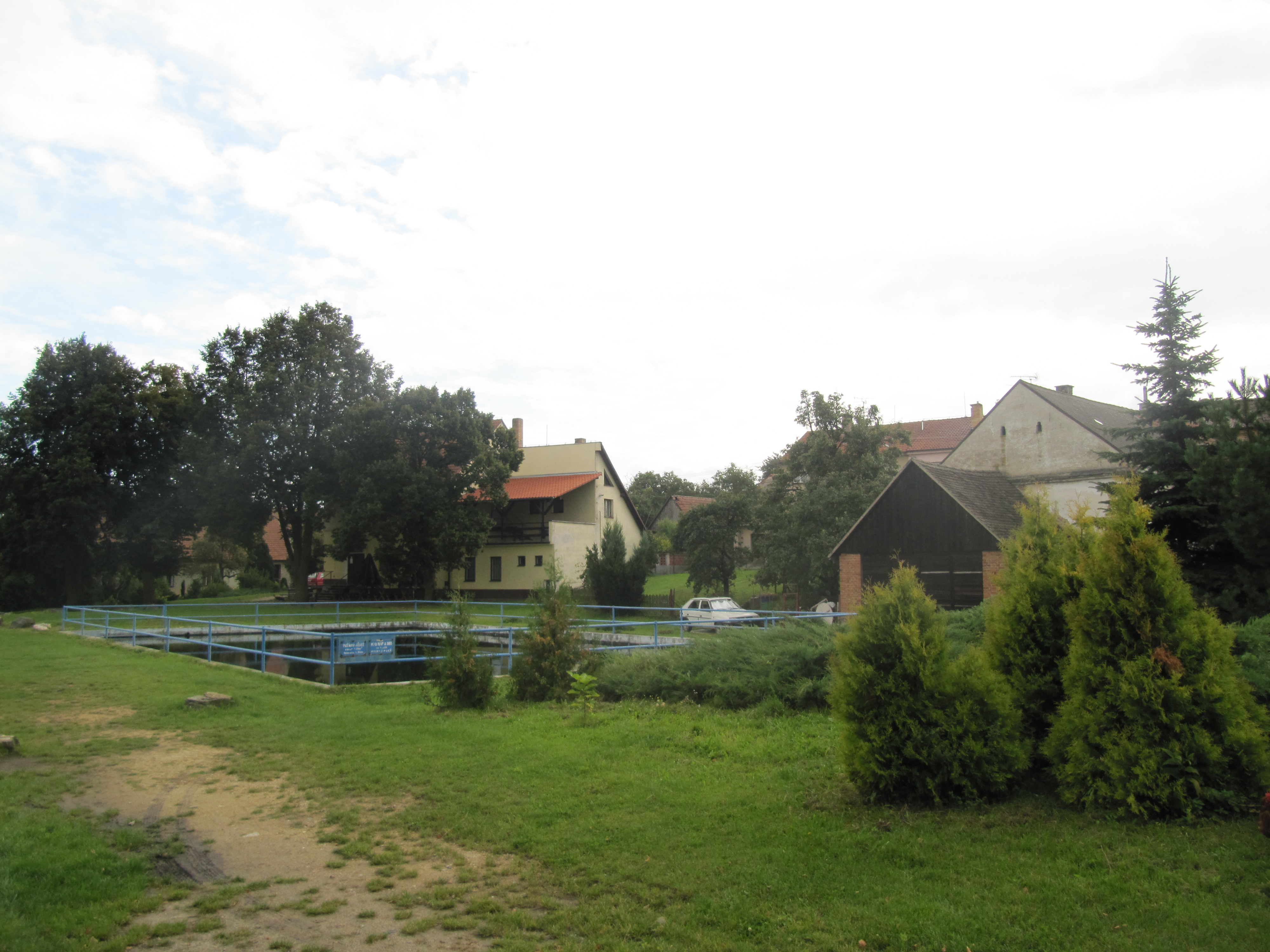
Požární nádrž